# Liste der Nummer-eins-R&B-Alben in den USA (1972)
Dies ist eine Liste der Nummer-eins-Alben in den von Billboard ermittelten Verkaufscharts für R&B-Alben in den USA im Jahr 1972. In diesem Jahr gab es zehn Nummer-eins-Alben.
| ← 1971 ← | Liste der Nummer-eins-R&B-Alben in den USA | Liste der Nummer-eins-R&B-Alben in den USA | Liste der Nummer-eins-R&B-Alben in den USA | 1973 →                    |
| \| Zeitraum \| Wo. ges. \| Interpret \| Titel \| Zusätzliche Informationen \| \| (Zeitraum, Wochen auf Platz eins, Interpret, Titel, zusätzliche Informationen) \| \| \| \| \| \| ------------------------------------------------------------------------------ \| -------- \| ---------------------- \| -------------------------------------- \| ------------------------- \| \| 1. Januar 1972 – 14. Januar 1972 2 Wochen (insgesamt 2) \| 2 \| Sly & the Family Stone \| There’s a Riot Goin’ On[1] \| - \| \| 15. Januar 1972 – 3. März 1972 7 Wochen (insgesamt 7) \| 7 \| Isaac Hayes \| Black Moses[2] \| - \| \| 4. März 1972 – 17. März 1972 2 Wochen (insgesamt 2) \| 2 \| The Temptations \| Solid Rock[3] \| - \| \| 18. März 1972 – 26. Mai 1972 10 Wochen (insgesamt 10) \| 10 \| Al Green \| Let’s Stay Together[4] \| - \| \| 27. Mai 1972 – 9. Juni 1972 2 Wochen (insgesamt 2) \| 2 \| Roberta Flack \| First Take[5] \| - \| \| 10. Juni 1972 – 14. Juli 1972 5 Wochen (insgesamt 5) \| 5 \| The Chi-Lites \| A Lonely Man[6] \| - \| \| 15. Juli 1972 – 25. August 1972 6 Wochen (insgesamt 6) \| 6 \| Bill Withers \| Still Bill[7] \| - \| \| 26. August 1972 – 13. Oktober 1972 7 Wochen (insgesamt -) \| - \| - \| keine veröffentlichten R&B-Albencharts \| - \| \| 14. Oktober 1972 – 24. November 1972 6 Wochen (insgesamt 6) \| 6 \| Curtis Mayfield \| Superfly[8] \| - \| \| 25. November 1972 – 1. Dezember 1972 1 Woche (insgesamt 1) \| 1 \| The Temptations \| All Directions[9] \| - \| \| 2. Dezember 1972 – 29. Dezember 1972 4 Wochen (insgesamt 4) \| 4 \| Al Green \| I’m Still in Love with You[10] \| - \| |                                            |                                            |                                            |                           |
| ← 1971 |                                            |                                            |                                            | → 1973 →                  |
| Zeitraum | Wo. ges.                                   | Interpret                                  | Titel                                      | Zusätzliche Informationen |
| (Zeitraum, Wochen auf Platz eins, Interpret, Titel, zusätzliche Informationen) |                                            |                                            |                                            |                           |
| 1. Januar 1972 – 14. Januar 1972 2 Wochen (insgesamt 2) | 2                                          | Sly & the Family Stone                     | There’s a Riot Goin’ On                    | -                         |
| 15. Januar 1972 – 3. März 1972 7 Wochen (insgesamt 7) | 7                                          | Isaac Hayes                                | Black Moses                                | -                         |
| 4. März 1972 – 17. März 1972 2 Wochen (insgesamt 2) | 2                                          | The Temptations                            | Solid Rock                                 | -                         |
| 18. März 1972 – 26. Mai 1972 10 Wochen (insgesamt 10) | 10                                         | Al Green                                   | Let’s Stay Together                        | -                         |
| 27. Mai 1972 – 9. Juni 1972 2 Wochen (insgesamt 2) | 2                                          | Roberta Flack                              | First Take                                 | -                         |
| 10. Juni 1972 – 14. Juli 1972 5 Wochen (insgesamt 5) | 5                                          | The Chi-Lites                              | A Lonely Man                               | -                         |
| 15. Juli 1972 – 25. August 1972 6 Wochen (insgesamt 6) | 6                                          | Bill Withers                               | Still Bill                                 | -                         |
| 26. August 1972 – 13. Oktober 1972 7 Wochen (insgesamt -) | -                                          | -                                          | keine veröffentlichten R&B-Albencharts     | -                         |
| 14. Oktober 1972 – 24. November 1972 6 Wochen (insgesamt 6) | 6                                          | Curtis Mayfield                            | Superfly                                   | -                         |
| 25. November 1972 – 1. Dezember 1972 1 Woche (insgesamt 1) | 1                                          | The Temptations                            | All Directions                             | -                         |
| 2. Dezember 1972 – 29. Dezember 1972 4 Wochen (insgesamt 4) | 4                                          | Al Green                                   | I’m Still in Love with You                 | -                         |